# Mühlstetten (Röttenbach)
Mühlstetten (fränkisch: Mühlschdien) ist ein Gemeindeteil der Gemeinde Röttenbach im Landkreis Roth (Mittelfranken, Bayern). Die Gemarkung Mühlstetten hat eine Fläche von 7,722 km². Sie ist in 1566 Flurstücke aufgeteilt, die eine durchschnittliche Fläche von 4931,09 m² haben. In ihr liegen neben dem namensgebenden Ort die Gemeindeteile Oberbreitenlohe und Unterbreitenlohe.

## Lage
Das Kirchdorf Mühlstetten liegt im Fränkischen Seenland im Dreieck Georgensgmünd, Pleinfeld und Röttenbach an der östlich angrenzenden Schwäbischen Rezat, neben dem Schwarzenberg. Geografisch ist es aufgeteilt in den Altort im Rezattal, ein westlich der Rezat am Südhang des Schwarzenbergs liegendes Siedlungsgebiet und ein kleineres, auf einem niedrigen Höhenpodest östlich der Rezat stehendes, dass mit Siedlungsteilen von Röttenbach zusammengewachsen ist.

## Geschichte
Der Ort wurde 1214 als „Mulsteten“ erstmals urkundlich erwähnt. Der Ortsname bedeutet Zu den Wohnstätten am Mühlbach. Die Schwäbischen Rezat wurde damals Mühlbach genannt.
Gegen Ende des 18. Jahrhunderts gab es in Mühlstetten 11 Anwesen (3 Ganzhöfe, 1 Halbhof, 2 Gütlein, 2 Häuser, 1 Schmiede, 1 Wirtshaus, 1 Gemeindehirtenhaus). Das Hochgericht übte das eichstättische Pflegamt Sand aus. Dieses war zugleich Gemeindeherr sowie Grundherr sämtlicher Anwesen.
1802 kam Mühlstetten an das Herzogtum Bayern. Im Rahmen des Gemeindeedikts wurde 1809 der Steuerdistrikt Mühlstetten gebildet, zu dem Oberbreitenlohe und Unterbreitenlohe gehörten. 1818 entstand die Ruralgemeinde Mühlstetten, die deckungsgleich mit dem Steuerdistrikt war. Sie war in Verwaltung und Gerichtsbarkeit dem Landgericht Pleinfeld zugeordnet und in der Finanzverwaltung dem Rentamt Spalt. 1857 wurde die Gemeinde an das Landgericht Ellingen und Rentamt Weißenburg überwiesen. Ab 1862 gehörte Mühlstetten zum Bezirksamt Weißenburg in Bayern (1939 in Landkreis Weißenburg in Bayern umbenannt). Die Gerichtsbarkeit blieb beim Landgericht Ellingen (1879 in Amtsgericht Ellingen umbenannt), ab 1932 war das Amtsgericht Weißenburg in Bayern zuständig. Die Gemeinde hatte 1964 eine Gebietsfläche von 7,732 km².
Am 1. Juli 1972 kam die Gemeinde im Zuge der Gebietsreform in Bayern zum neu gebildeten Landkreis Roth. Zugleich waren nun das Amtsgericht Schwabach und das Finanzamt Hilpoltstein zuständig. Am 1. Januar 1975 wurde die Gemeinde Mühlstetten nach Röttenbach eingemeindet.

### Baudenkmäler
In Mühlstetten gibt es drei Baudenkmäler:
- Eisenbahnviadukt der ehemaligen Ludwig-Süd-Nord-Eisenbahn
- Wegkapelle
- Katholische Ortskapelle

### Einwohnerentwicklung
Gemeinde Mühlstetten
| Jahr      | 1818   | 1840   | 1852   | 1855   | 1861   | 1867   | 1871   | 1875   | 1880   | 1885   | 1890   | 1895   | 1900   | 1905   | 1910   | 1919   | 1925   | 1933   | 1939   | 1946   | 1950   | 1952   | 1961   | 1970   |
| Einwohner | 205    | 259    | 274    | 269    | 270    | 263    | 271    | 259    | 271    | 279    | 269    | 274    | 268    | 282    | 259    | 259    | 269    | 282    | 271    | 404    | 455    | 391    | 454    | 817    |
| Häuser    | 39     | 40     |        |        |        |        | 45     |        |        | 50     | 48     |        | 48     |        |        |        | 44     |        |        |        | 78     |        | 187    |        |
| Quelle    | [ 15 ] | [ 16 ] | [ 17 ] | [ 17 ] | [ 18 ] | [ 19 ] | [ 20 ] | [ 21 ] | [ 22 ] | [ 23 ] | [ 24 ] | [ 17 ] | [ 25 ] | [ 17 ] | [ 26 ] | [ 17 ] | [ 27 ] | [ 17 ] | [ 17 ] | [ 17 ] | [ 28 ] | [ 17 ] | [ 10 ] | [ 29 ] |

Ort Mühlstetten
| Jahr      | 001818 | 001840 | 001861 | 001871 | 001885 | 001900 | 001925 | 001950 | 001961 | 001970 | 001987 | 002013 |
| Einwohner | 78     | 96     | 105    | 120    | 141    | 139    | 131    | 252    | 299    | 670    | 669    | 698    |
| Häuser    | 14     | 16     |        |        | 24     | 26     | 23     | 29     | 49     |        | 166    |        |
| Quelle    | [ 15 ] | [ 16 ] | [ 18 ] | [ 20 ] | [ 23 ] | [ 25 ] | [ 27 ] | [ 28 ] | [ 10 ] | [ 29 ] | [ 30 ] | [ 31 ] |

## Religion
Mühlstetten gehörte früher zur katholischen Pfarrei Stirn und wurde erst 1. Januar 2003 zu einer Filiale der Pfarrei Röttenbach. Die Einwohner evangelisch-lutherischer Konfession gehören zur Pfarrei St. Georg (Georgensgmünd).
Das kleine Marienkirchlein und die im Jahr 1990 eingeweihte Dreifaltigkeitskirche in Mühlstetten bilden die geistige Mitte der Kirchengemeinde. Die Kirchen werden von beiden großen Konfessionen genutzt.

## Infrastruktur
Mühlstetten ist stärker fremdenverkehrsorientiert als die anderen Gemeindeteile von Röttenbach. Durch die Nähe zum Brombachsee (4 km Luftlinie) sind hier die meisten Gästezimmer und Ferienwohnungen der Gemeinde Röttenbach angesiedelt.
Auch die Landwirtschaft spielt noch eine größere Rolle – es existieren drei Vollerwerbsbetriebe. Baulich ist Mühlstetten mittlerweile fast mit Röttenbach verschmolzen.

## Verkehr
Die Staatsstraße 2224 verläuft durch den Altort. Von dieser zweigen die Staatsstraße 2923 nach Röttenbach und die Kreisstraße RH 19/WUG 19 nach Stirn ab. Auch die Bahnstrecke Treuchtlingen–Nürnberg mit eigenem Haltepunkt führt durch den Ort.